# Jacopo Trulla
Jacopo Trulla (Vicenza, 5 luglio 2000) è un rugbista a 15 italiano estremo o ala delle Zebre.

## Biografia
Trulla nacque a Vicenza, crescendo rugbisticamente nel club cittadino, l'ASD Rugby Vicenza, e praticando parallelamente lo sci alpino a livello agonistico. All'età di 14 anni passò al Valsugana, il secondo club di Padova, con il quale si laureò campione d’Italia Under-16 ed Under-18, quest'ultimo il campionato italiano Juniores, frequentando nel frattempo l'Accademia zonale FIR di Treviso. Nel 2018-19 fece parte del gruppo degli atleti selezionati nell'Accademia FIR “Ivan Francescato” che disputò il campionato italiano di serie A.
Nel 2019 venne ingaggiato in TOP12 dal Calvisano ed invitato come giocatore aggiunto nella franchigia delle Zebre, mentre l'anno seguente venne inserito in qualità di permit player.
Già nazionale Under-18, tra il 2019 e il 2020 fece parte del gruppo dell'Italia Under-20 che disputò due Sei Nazioni ed il Mondiale di categoria, giocando 12 match e marcando 6 mete. Nel novembre 2020 venne convocato in nazionale maggiore dal commissario tecnico Franco Smith, esordendo da titolare il 14 novembre nell'incontro di Autumn Nations Cup con la Scozia.